# Décembre 1778

## Événements
- 10 décembre, États-Unis : John Jay est élu Président du Congrès continental.

- 14 - 15 décembre : victoire navale britannique sur la flotte française à la bataille de Sainte-Lucie[1].

- 18 - 28 décembre : prise de Sainte-Lucie par les Britanniques[1].

## Naissances

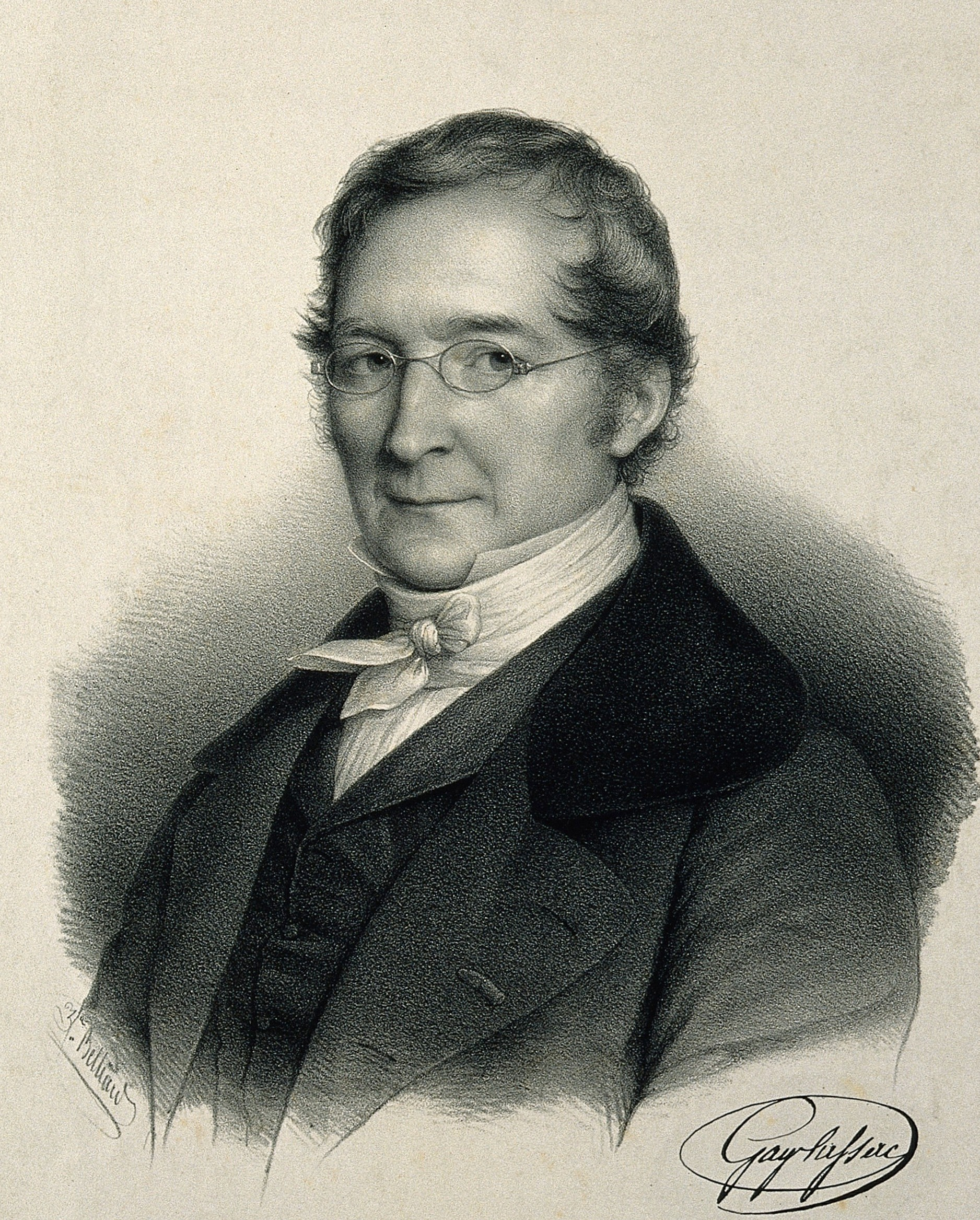
Louis Joseph Gay-Lussac

- 5 décembre : Jacques-Joseph Champollion (mort en 1867), archéologue français.
- 6 décembre : Louis Joseph Gay-Lussac (mort en 1850), chimiste et physicien français.
- 15 décembre : Marie-Nicolas Ponce-Camus, peintre français († 3 juin 1839).
- 17 décembre : Humphry Davy (mort en 1829), physicien et chimiste britannique.
- 19 décembre : Marie-Thérèse de France dite « Madame Royale », fille de Marie Antoinette et Louis XVI

## Décès
- 3 décembre : Göran Rothman (né en 1739), botaniste suédois.
- 22 décembre : Simon Mathurin Lantara, peintre français (° 24 mars 1729).